# Люк, Десмонд
Десмонд Люк (англ. Desmond Luke; 6 октября 1935, Фритаун — 27 февраля 2021) — сьерра-леонский государственный и политический деятель. Работал министром иностранных дел (1973—1975), министром здравоохранения (1977—1978) и послом в Западной Германии (ФРГ) (1969—1973), Франции (1971—1973) и Европейском экономическом сообществе (1971—1973). Участвовал в президентских выборах 1996 года с несколькими другими кандидатами, в конечном итоге проиграв действующему президенту Ахмеду Теджану Каббе, получив всего 1,1 % голосов в первом туре голосования. В марте 1998 года был назначен вместо Сэмюэля Бекклс-Дэвиса на должность главного судьи Верховного суда. В 2002 году ушел с этой должности. Являлся выпускником Кембриджского и Оксфордского университетов. Был решительным сторонником правительства Ахмеда Теджана Каббе в изгнании после переворота 1997 года, совершенного Джонни Полом Коромой.

## Биография
Являлся креолом по происхождению, родился в 1935 году в обеспеченной семье во Фритауне, колония Сьерра-Леоне. Его отец Эмиль Люк до 1973 года был спикером Палаты представителей Сьерра-Леоне. Десмонд Люк два года учился в средней школе принца Уэльского во Фритауне, а затем в 1949 году его направили в Англию, чтобы продолжить образование в Королевском колледже в Тонтоне, Сомерсет. С 1954 по 1958 год учился в Кибл-колледже Оксфордского университета, получив степень в области философии, политики и экономики в 1957 году, но остался ещё на год, чтобы изучать средневековую историю Западной Африки под руководством историка Томаса Ходжкина. Продолжил учебу в колледже Магдалины Кембриджского университета (1959—1961), получив степень магистра права.
Вернувшись в Сьерра-Леоне в 1962 году, создал адвокатскую палату во Фритауне и занимался частной практикой до 1969 года когда Сиака Стивенс назначил его послом в ФРГ (аккредитованным для работы во всех странах ЕС). В 1973 году назначен министром иностранных дел и занимал этот пост в течение двух лет. Впоследствии занимал должность министра здравоохранения в течение года (1977—1978), после чего покинул правительство, но оставался в парламенте до 1983 года. Затем создал «Движение национального единства» для защиты конституционных реформ и участвовал в выборах 1996 года. В 1998 году назначен главным судьей Верховного суда, с этой должности ушёл в отставку в 2002 году.